# Xavier Bettel
Xavier Bettel (Cidade de Luxemburgo, 3 de março de 1973) é um político e advogado luxemburguês, antigo Primeiro-ministro do Luxemburgo (2013-2023) e ex-prefeito da Cidade de Luxemburgo (2011-2013), ex-membro da Câmara dos Deputados e do conselho comunal, representando o Partido Democrata. Bettel foi designado em 4 de dezembro de 2013, como primeiro-ministro, para suceder ao longo governo de Jean-Claude Juncker.
A 23 de maio de 2017, recebeu o grau de Grã-Cruz da Ordem do Infante D. Henrique, de Portugal.
Bettel tornou-se o único primeiro-ministro assumidamente gay do mundo a cumprir um segundo mandato até 2018, quando o seu mandato foi renovado. Foi nomeado vice-primeiro-ministro em 2023 no governo do primeiro-ministro Luc Frieden. Ele continua incrivelmente popular e recebeu o maior número de votos nas eleições de 2023.

## Infância e educação
Bettel nasceu em 3 de março de 1973 na cidade de Luxemburgo. Seu pai, Claude Bettel, era comerciante de vinhos. Bettel disse que tem um avô russo ortodoxo e um avô judeu polonês, enquanto seus pais eram católicos. Sua mãe, Aniela, é sobrinha-neta do compositor russo Sergei Rachmaninoff. Depois de concluir os estudos secundários no Lycée Hélène Boucher em Thionville, Bettel obteve um mestrado em Direito Público e Europeu e um DEA em Ciência Política e Direito Público pela Universidade Nancy 2 em Nancy, França. Estudou também direito marítimo e direito canónico na Universidade Aristóteles de Salónica, Grécia, onde estudou graças ao Programa Erasmus. Durante quatro anos, no início dos anos 2000, ele apresentou Sonndes em 8, um talk show semanal, na extinta rede de televisão privada T.TV. Em 2017, recebeu também um doutoramento honorário da Sacred Heart University Luxembourg.

## Política municipal (1999-2013)
Nas eleições de 1999, Bettel foi eleito para o conselho municipal da cidade do Luxemburgo, terminando em sexto lugar na lista do DP. Dois anos após a sua eleição para a Câmara Municipal, em 12 de julho de 2001, foi certificado como advogado. Em 28 de novembro de 2005, após as eleições municipais em que ficou em quarto lugar na lista do DP, Bettel foi nomeado échevin (vereador) no conselho da cidade do Luxemburgo.
Após as eleições municipais de 9 de outubro de 2011, Bettel foi empossado como presidente da Câmara do Luxemburgo em 24 de novembro de 2011. Renunciou ao cargo de líder do DP na Câmara dos Deputados, que ocupava desde 2009.
Bettel concorreu à Câmara dos Deputados nas eleições legislativas de 1999; ele terminou em décimo entre os candidatos do DP no círculo eleitoral do Centro, com os sete primeiros sendo eleitos. No entanto, o DP ultrapassou o Partido Socialista dos Trabalhadores Luxemburguês (LSAP) como o segundo maior partido; seus membros formaram a maioria do novo governo como parceiros de coalizão do Partido Popular Social Cristão (CSV). Assim, com Lydie Polfer e Anne Brasseur a desocuparem os seus lugares para assumirem cargos no governo, bem como Colette Flesch a não ocupar o seu lugar para se concentrar na sua função de deputada ao Parlamento Europeu (MEP), Bettel foi nomeada para a Câmara dos Deputados, a partir de 12 de agosto de 1999.
Na época das eleições gerais de 2004, Bettel havia consolidado significativamente sua posição; terminou em quarto lugar (dos cinco membros do DP eleitos), garantindo-lhe uma cadeira na Câmara dos Deputados.

## Governo (2013-2023)

### Primeiro Mandato
Em 2013, Bettel foi eleito líder do Partido Democrata. Nas eleições legislativas de 2013, levou o partido a uma terceira posição nos assentos parlamentares. Em 25 de outubro, Bettel foi designado pelo Grão-Duque Henri como formador do próximo governo. Ele assumiu o cargo de primeiro-ministro de Luxemburgo em 4 de dezembro de 2013. Na coalizão governamental do Partido Democrata (DP), do Partido Socialista dos Trabalhadores de Luxemburgo (LSAP) e dos Verdes, ele liderou o gabinete com os co-vice-primeiros-ministros Etienne Schneider e Félix Braz. No seu primeiro mandato desempenhou também as funções de Ministro de Estado, Ministro das Comunicações e Comunicação Social, Ministro da Cultura e Ministro dos Assuntos Religiosos.

### Segundo Mandato
Após as eleições de 2018, ele se tornou o primeiro primeiro-ministro assumidamente gay do mundo a ser reeleito para um segundo mandato. Ele iniciou seu segundo mandato quando seu governo foi formado em 5 de dezembro de 2018, que atualmente lidera com os co-vice-primeiros-ministros François Bausch e Dan Kersch. O governo é uma continuação entre o Partido Democrata, o Partido Socialista dos Trabalhadores do Luxemburgo e os Verdes do primeiro governo Bettel , com pequenas alterações.
Em 16 de setembro de 2019, após uma curta reunião bilateral sobre o estado das negociações do Brexit, Bettel continuou uma conferência de imprensa sem o primeiro-ministro britânico Boris Johnson, depois de Johnson ter retirado abruptamente devido a um protesto anti-Brexit realizado por cidadãos britânicos que viviam no Luxemburgo. Bettel apontou para o pódio vazio de Johnson e confirmou que o Governo do Reino Unido não tinha apresentado quaisquer propostas concretas de alterações ao Acordo de Retirada do Reino Unido, particularmente o "backstop irlandês" que Johnson desejava substituir. Isto apesar dos pronunciamentos públicos do primeiro-ministro Johnson e da aproximação rápida da data de saída do Reino Unido da UE. A mídia pró-Brexit do Reino Unido relatou o assunto como uma emboscada, enquanto outros meios de comunicação do Reino Unido e internacionais em grande parte consideraram o incidente, bem como a reação dos meios de comunicação pró-Brexit do Reino Unido a ele, como uma confirmação da crescente hipersensibilidade dos especialistas pró-Brexit e políticos às críticas.

## Vice Primeiro-Ministro (2023-)
Bettel foi nomeado vice-primeiro-ministro no primeiro governo Frieden, depois que a coalizão perdeu as eleições de 2023 e ganhou apenas 29 assentos. Surgiu um novo governo de coligação entre o CSV e o DP, no qual Luc Frieden é o primeiro-ministro.

## Vida pessoal
Bettel é homossexual, e é casado com Destenay Gauthier, com quem surge frequentemente em eventos públicos.